# Condado de Newton (Missouri)
O Condado de Newton é um dos 114 condados do estado americano de Missouri. A sede do condado é Neosho, e sua maior cidade é Neosho. O condado possui uma área de 1 623 km² (dos quais 1 km² estão cobertos por água), uma população de 52 636 habitantes, e uma densidade populacional de 31,75 hab/km² (segundo o censo nacional de 2000). O condado foi fundado em 1838.